# Verão Total
Verão Total foi um talk show das manhãs e tardes de verão da RTP1, transmitido entre 2008 e 2015. Verão Total era transmitido de segunda a sexta-feira, entre fim de junho e início de setembro. Durante a Volta a Portugal, o programa também era excecionalmente transmitido ao sábado e ao domingo, mas só de manhã. Em cada edição, o programa percorria diferentes localidades e tinha como objetivo dar a conhecer as características e curiosidades de cada localidade portuguesa. Teve a sua estreia em Guimarães, a 30 de junho de 2008 e a última emissão foi realizada em Palmela, a 18 de setembro de 2015.

## Edição 2008
Foi a primeira edição do programa com estreia na cidade berço, Guimarães e último programa em Lamego. Apresentaram Tânia Ribas de Oliveira, João Baião, Jorge Gabriel, Sílvia Alberto, Júlio Isidro, Francisco Mendes, Serenella Andrade e Isabel Angelino.
| Data         | Localidade               |
| ------------ | ------------------------ |
| 30 de Junho  | Guimarães                |
| 1 de Julho   | Mértola                  |
| 2 de Julho   | Vila Nova de Cerveira    |
| 3 de Julho   | Serpa                    |
| 4 de Julho   | Porto                    |
| 7 de Julho   | Peso da Régua            |
| 8 de Julho   | Óbidos                   |
| 9 de Julho   | Bragança                 |
| 10 de Julho  | Batalha                  |
| 11 de Julho  | Zaragoza                 |
| 14 de Julho  | Freixo de Espada à Cinta |
| 15 de Julho  | Marvão                   |
| 16 de Julho  | Guarda                   |
| 17 de Julho  | Constância               |
| 18 de Julho  | Pombal                   |
| 21 de Julho  | Braga                    |
| 22 de Julho  | Reguengos de Monsaraz    |
| 23 de Julho  | Espinho                  |
| 24 de Julho  | Sesimbra                 |
| 25 de Julho  | Mirandela                |
| 28 de Julho  | Figueira da Foz          |
| 29 de Julho  | Estremoz                 |
| 30 de Julho  | São Pedro de Moel        |
| 31 de Julho  | Alcácer do Sal           |
| 1 de Agosto  | Tomar                    |
| 4 de Agosto  | Ponta Delgada            |
| 5 de Agosto  | Sintra                   |
| 6 de Agosto  | Trancoso                 |
| 7 de Agosto  | Lisboa                   |
| 8 de Agosto  | Portalegre               |
| 11 de Agosto | Ponte de Lima            |
| 12 de Agosto | Sagres                   |
| 14 de Agosto | Silves                   |
| 15 de Agosto | Santiago do Cacém        |
| 18 de Agosto | Fundão                   |
| 19 de Agosto | Gouveia                  |
| 20 de Agosto | Aveiro                   |
| 21 de Agosto | Funchal                  |
| 22 de Agosto | Barcelos                 |
| 23 de Agosto | Fafe                     |
| 24 de Agosto | Penafiel                 |
| 25 de Agosto | Póvoa de Varzim          |
| 26 de Agosto | Zambujeira do Mar        |
| 27 de Agosto | Monção                   |
| 28 de Agosto | Grândola                 |
| 29 de Agosto | Lamego                   |

## Edição 2009
Foi a segunda edição do programa com estreia na cidade de Chaves e último programa em Guimarães. Apresentaram Tânia Ribas de Oliveira, João Baião, Jorge Gabriel, Júlio Isidro, Francisco Mendes, Serenella Andrade, Isabel Angelino, Diamantina, Hélder Reis e Carlos Alberto Moniz.
| Data         | Localidade                       |
| ------------ | -------------------------------- |
| 29 de Junho  | Chaves                           |
| 30 de Junho  | Campo Maior                      |
| 1 de Julho   | Vila do Conde                    |
| 3 de Julho   | Vilar da Veiga / Terras de Bouro |
| 6 de Julho   | Setúbal                          |
| 7 de Julho   | Vinhais                          |
| 8 de Julho   | Arraiolos                        |
| 9 de Julho   | Caminha                          |
| 10 de Julho  | Lisboa                           |
| 13 de Julho  | Paris                            |
| 14 de Julho  | Baleal/Peniche                   |
| 15 de Julho  | Azibo/Macedo de Cavaleiros       |
| 16 de Julho  | Alcochete                        |
| 17 de Julho  | Miranda do Douro                 |
| 20 de Julho  | Ferreira do Zêzere               |
| 21 de Julho  | Monsanto                         |
| 22 de Julho  | Odemira                          |
| 23 de Julho  | Manteigas                        |
| 24 de Julho  | Mourão                           |
| 27 de Julho  | Genebra                          |
| 28 de Julho  | Porto                            |
| 29 de Julho  | Elvas                            |
| 30 de Julho  | Paredes de Coura                 |
| 31 de Julho  | Altura                           |
| 3 de Agosto  | Valença                          |
| 4 de Agosto  | Santa Cruz/Torres Vedras         |
| 5 de Agosto  | Alcobaça                         |
| 6 de Agosto  | Caldas da Rainha                 |
| 7 de Agosto  | Idanha-a-Nova                    |
| 8 de Agosto  | Fundão                           |
| 9 de Agosto  | Trancoso                         |
| 10 de Agosto | Celorico de Basto                |
| 11 de Agosto | Felgueiras                       |
| 12 de Agosto | Barcelos                         |
| 14 de Agosto | Gondomar                         |
| 15 de Agosto | Póvoa de Varzim                  |
| 16 de Agosto | Curia/Tamengos                   |
| 17 de Agosto | Santana, Ilha da Madeira         |
| 18 de Agosto | Póvoa de Lanhoso                 |
| 19 de Agosto | Crato                            |
| 20 de Agosto | Mesão Frio                       |
| 21 de Agosto | Piódão                           |
| 24 de Agosto | Lagos                            |
| 25 de Agosto | Esposende                        |
| 26 de Agosto | Nazaré                           |
| 27 de Agosto | Vila Praia de Âncora             |
| 28 de Agosto | Ponta Delgada                    |
| 31 de Agosto | Guimarães                        |

## Edição 2010
Está já previsto uma terceira edição que irá percorrer algumas das maravilhas da Natureza de Portugal a 12 de julho. após a emissão de Força Portugal, conduzido, por Sónia Araújo e Jorge Gabriel, a partir da Ribeira, no Porto, e por Tânia Ribas de Oliveira e João Baião, da Praça da Figueira, em Lisboa, com Serenella Andrade, Hélder Reis, Francisco Mendes, Marta Leite de Castro, Júlio Isidro, Jorge Gabriel, Sónia Araújo, Tânia Ribas de Oliveira e João Baião.
- 12 Julho (segunda-feira) – Pico (Paisagens Vulcânicas da Ilha do Pico)
- 13 Julho (terça-feira) – Odemira (Parque Natural do Sudoeste Alentejano e Costa Vicentina)
- 14 Julho (quarta-feira) – Manteigas (Vale Glaciar do Zêzere)
- 15 Julho (quinta-feira) – Aljezur (Pontal da Carrapateira)
- 16 Julho (sexta-feira) – Terras de Bouro (Parque Nacional da Peneda-Gerês)
- 19 Julho (segunda-feira) – Ribeira Grande (Ilha de São Miguel)
- 20 Julho (terça-feira) – Mérida
- 21 Julho (quarta-feira) – Sete Cidades (Lagoa das 7 Cidades)
- 22 Julho (quinta-feira – Freixo de Espada à Cinta (Vale do Douro)
- 23 Julho (sexta-feira) – Luso (Mata Nacional do Buçaco)
- 26 Julho (segunda-feira) – Vila Baleira (Porto Santo)
- 27 Julho (terça-feira) – Vila Viçosa
- 28 Julho (quarta-feira) – Berlenga Grande, Berlengas (Praia do Baleal)
- 29 Julho (quinta-feira) – Portimão (Praia da Rocha)
- 30 Julho (sexta-feira) – Setúbal (Parque Natural da Arrábida)
- 02 Agosto (segunda-feira) – Castelo de Vide
- 03 Agosto (terça-feira) – Anadia
- 04 Agosto (quarta-feira) – Tondela
- 05 Agosto (quinta-feira) – Gouveia
- 06 Agosto (sexta-feira) – Aveiro
- 07 Agosto (sábado) - Santa Maria da Feira
- 08 Agosto (domingo) - Mondim de Basto
- 09 Agosto (segunda-feira) - Ponte da Barca
- 10 Agosto (terça-feira) - Fafe
- 11 Agosto (quarta-feira) - Moimenta da Beira
- 12 Agosto (quinta-feira) - Idanha-a-Nova
- 14 Agosto (sábado) - Nazaré
- 15 Agosto (domingo) - Colares (Praia das Maçãs)
- 16 Agosto (segunda-feira) - Graciosa (Furna do Enxofre)
- 17 Agosto (terça-feira) - Arcos de Valdevez
- 18 Agosto (quarta-feira) - Porto de Mós (Grutas de Mira de Aire)
- 19 Agosto (quinta-feira) - Ílhavo (Praia da Costa Nova)
- 20 Agosto (sexta-feira) - Vila Velha de Ródão (Portas de Ródão)
- 23 Agosto (segunda-feira) – São Vicente (Madeira)
- 24 Agosto (terca-feira) – Sintra
- 25 Agosto (quarta-feira) - Olhão (Ria Formosa)
- 26 Agosto (quinta-feira) – Moura (Alqueva)
- 27 Agosto (sexta-feira) – Foz do Arelho
- 30 Agosto (segunda-feira) - Algar do Carvão, Terceira
- 31 Agosto (terça-feira) - Cabeceiras de Basto
- 01 Setembro (quarta-feira) - Portinho da Arrábida
- 02 Setembro (quinta-feira) - Oliveira do Hospital
- 03 Setembro (sexta-feira) - Vila do Bispo (Ponta de Sagres)
- 06 Setembro (segunda-feira) - Compacto 7 Maravilhas
- 07 Setembro (terça-feira) - Compacto Verão Total
- 08 a 10 de Setembro (quarta a sexta-feira) - Compacto Verão Total
- 11 Setembro (sábado) - Apresentação Oficial das 7 Maravilhas Naturais de Portugal, em directo das Portas do Mar, Ponta Delgada, nos Açores.

## Edição 2011
Com apresentação de: Tânia Ribas de Oliveira, Jorge Gabriel, Sónia Araújo, João Baião, Serenella Andrade, Diamantina, Carlos Alberto Moniz, Cristina Alves, Hélder Reis e Francisco Mendes
| Data          | Localidade           |
| ------------- | -------------------- |
| 28 de Junho   | Pedras Salgadas      |
| 29 de Junho   | Almeirim             |
| 30 de Junho   | Rio de Onor          |
| 1 de Julho    | Olhão                |
| 4 de Julho    | Idanha a Nova        |
| 5 de Julho    | Cascais              |
| 6 de Julho    | Curia                |
| 7 de Julho    | Santa Cruz           |
| 8 de Julho    | Porto                |
| 11 de Julho   | Évora                |
| 12 de Julho   | Furadouro            |
| 13 de Julho   | Setúbal              |
| 14 de Julho   | Miramar              |
| 15 de Julho   | Praia de Vieira      |
| 18 de Julho   | Funchal              |
| 19 de Julho   | Albufeira            |
| 20 de Julho   | Braga                |
| 21 de Julho   | Monsaraz             |
| 22 de Julho   | Serra da Estrela     |
| 25 de Julho   | Vila Nova de Poiares |
| 26 de Julho   | Felgueiras           |
| 27 de Julho   | Tentúgal             |
| 28 de Julho   | Ponte de Lima        |
| 29 de Julho   | Penalva do Castelo   |
| 1 de Agosto   | Caldelas             |
| 2 de Agosto   | Redondo              |
| 3 de Agosto   | Abrantes             |
| 4 de Agosto   | Figueira da Foz      |
| 5 de Agosto   | Trofa                |
| 6 de Agosto   | Oliveira de Azeméis  |
| 7 de Agosto   | Viana do Castelo     |
| 8 de Agosto   | Lamego               |
| 9 de Agosto   | Oliveira do Hospital |
| 10 de Agosto  | Santarém             |
| 11 de Agosto  | Aveiro               |
| 12 de Agosto  | Sabugal              |
| 14 de Agosto  | Covilhã              |
| 15 de Agosto  | Sintra               |
| 16 de Agosto  | Monchique            |
| 17 de Agosto  | Vieira do Minho      |
| 18 de Agosto  | Castro Marim         |
| 19 de Agosto  | Monção               |
| 22 de Agosto  | Ponta Delgada        |
| 23 de Agosto  | Baião                |
| 24 de Agosto  | Lisboa               |
| 25 de Agosto  | Maia                 |
| 26 de Agosto  | Almada               |
| 27 de Agosto  | Porto Côvo           |
| 29 de Agosto  | Vila Nova de Gaia    |
| 30 de Agosto  | Campo Maior          |
| 31 de Agosto  | Mirandela            |
| 1 de Setembro | Castelo de Vide      |
| 2 de Setembro | Valença do Minho     |

## Edição 2012
Esta edição do Verão Total começou a 2 de julho em Guimarães e terminou a 7 de setembro em Lamego e teve como apresentadores: Sónia Araújo, Tânia Ribas de Oliveira, Serenella Andrade, Joana Teles, Carlos Alberto Moniz e Francisco Mendes. Como repórteres teve: Carla Matos Gomes, Ana Viriato, Hélder Reis, Sérgio Oliveira, Sérgio Mateus, Tiago Goes
| Data          | Localidade                          |
| ------------- | ----------------------------------- |
| 2 de Julho    | Guimarães                           |
| 3 de Julho    | Oeiras                              |
| 4 de Julho    | Coimbra                             |
| 5 de Julho    | Mafra                               |
| 9 de Julho    | Santo Tirso                         |
| 10 de Julho   | Caldas da Rainha                    |
| 12 de Julho   | Rio Maior                           |
| 13 de Julho   | Marco de Canavezes                  |
| 16 de Julho   | Anadia                              |
| 17 de Julho   | Óbidos                              |
| 18 de Julho   | Vila Nova de Gaia                   |
| 19 de Julho   | Lisboa                              |
| 23 de Julho   | Setúbal                             |
| 24 de Julho   | Montemor-o-Velho                    |
| 25 de Julho   | Coruche                             |
| 26 de Julho   | Baião                               |
| 27 de Julho   | Reguengos de Monsaraz               |
| 30 de Julho   | Lousã                               |
| 31 de Julho   | Silves                              |
| 1 de Agosto   | Pampilhosa da Serra                 |
| 2 de Agosto   | Fronteira (Portugal)                |
| 6 de Agosto   | Peniche                             |
| 7 de Agosto   | Santa Maria da Feira                |
| 8 de Agosto   | Olhão                               |
| 9 de Agosto   | Viseu                               |
| 13 de Agosto  | Fátima (só à tarde)                 |
| 14 de Agosto  | Alcobaça (só de manhã)              |
| 15 de Agosto  | Cascais (só de manhã)               |
| 16 de Agosto  | Termas de Monfortinho (só de manhã) |
| 17 de Agosto  | Oliveira do Bairro (só de manhã)    |
| 18 de Agosto  | Vila Nova de Cerveira (só de manhã) |
| 19 de Agosto  | Viana do Castelo (só de manhã)      |
| 20 de Agosto  | Armamar (só de manhã)               |
| 21 de Agosto  | Aveiro (só de manhã)                |
| 22 de Agosto  | Lagoa                               |
| 23 de Agosto  | Gouveia (só de manhã)               |
| 24 de Agosto  | Guarda (só de manhã)                |
| 25 de Agosto  | Leiria (só de manhã)                |
| 26 de Agosto  | Sintra (só de manhã)                |
| 27 de Agosto  | Melgaço                             |
| 28 de Agosto  | Crato                               |
| 29 de Agosto  | Caminha                             |
| 30 de Agosto  | Beja                                |
| 31 de Agosto  | Braga                               |
| 3 de Setembro | Lousada                             |
| 4 de Setembro | Évora                               |
| 5 de Setembro | Celorico de Basto                   |
| 6 de Setembro | Elvas                               |
| 7 de Setembro | Lamego                              |

## Edição 2013
Esta edição do Verão Total começou a 1 de julho na Madeira e acabou a 13 de setembro em Beja. Teve como apresentadores: Isabel Angelino, João Baião, Tânia Ribas de Oliveira, Sónia Araújo, Jorge Gabriel, Tiago Goes Ferreira, Serenella Andrade, José Carlos Malato, Helena Coelho, Catarina Camacho e Licínia Macedo. A produção anteriormente dividida entre profissionais da cidade de Lisboa e do Porto, foi alterada pela contratação de uma equipe apenas de Lisboa fato que deu origem a contestação. 
| Data           | Localidade                                |
| -------------- | ----------------------------------------- |
| 1 de Julho     | Madeira                                   |
| 2 de Julho     | Cinfães                                   |
| 3 de Julho     | Sesimbra (só de manhã)                    |
| 4 de Julho     | Coimbra                                   |
| 5 de Julho     | Sintra                                    |
| 8 de Julho     | Tavira                                    |
| 9 de Julho     | Montesinho                                |
| 10 de Julho    | Monchique                                 |
| 11 de Julho    | Ponta Delgada                             |
| 12 de Julho    | Estoril                                   |
| 15 de Julho    | Vilamoura                                 |
| 16 de Julho    | Monsanto                                  |
| 17 de Julho    | Tomar                                     |
| 18 de Julho    | Espinho                                   |
| 19 de Julho    | Mora                                      |
| 22 de Julho    | Porto Santo                               |
| 23 de Julho    | São Pedro do Sul                          |
| 24 de Julho    | Peniche                                   |
| 25 de Julho    | Gerês                                     |
| 26 de Julho    | Óbidos                                    |
| 29 de Julho    | Castelo de Vide                           |
| 30 de Julho    | Ponte de Lima                             |
| 31 de Julho    | Palmela                                   |
| 1 de Agosto    | Porto                                     |
| 2 de Agosto    | Alqueva                                   |
| 5 de Agosto    | Silves                                    |
| 6 de Agosto    | Matosinhos (só de manhã)                  |
| 7 de Agosto    | Lisboa (só de manhã)                      |
| 8 de Agosto    | Bombarral (só de manhã)                   |
| 9 de Agosto    | Oliveira de Azeméis (só de manhã)         |
| 10 de Agosto   | Trofa (só de manhã)                       |
| 11 de Agosto   | Arouca (só de manhã)                      |
| 12 de Agosto   | Lousada (só de manhã)                     |
| 13 de Agosto   | Ourém (só à tarde)                        |
| 14 de Agosto   | Sertã (só de manhã)                       |
| 15 de Agosto   | Termas de Monfortinho (só de manhã)       |
| 16 de Agosto   | Oliveira do Hospital (só de manhã)        |
| 17 de Agosto   | Sabugal (só de manhã)                     |
| 18 de Agosto   | Figueira de Castelo Rodrigo (só de manhã) |
| 19 de Agosto   | Reguengos de Monsaraz                     |
| 20 de Agosto   | Fajão                                     |
| 21 de Agosto   | Évora                                     |
| 22 de Agosto   | Mirandela                                 |
| 23 de Agosto   | Portugal                                  |
| 26 de Agosto   | Vila Nova de Milfontes                    |
| 27 de Agosto   | Vinhais                                   |
| 28 de Agosto   | Mértola                                   |
| 29 de Agosto   | Mortágua                                  |
| 30 de Agosto   | Crato                                     |
| 2 de Setembro  | Cuba (Portugal)                           |
| 3 de Setembro  | Baião                                     |
| 4 de Setembro  | Alcochete                                 |
| 5 de Setembro  | Santo Tirso                               |
| 6 de Setembro  | Nazaré                                    |
| 9 de Setembro  | Setúbal                                   |
| 10 de Setembro | Arcos de Valdevez                         |
| 11 de Setembro | Santar                                    |
| 12 de Setembro | Torre de Moncorvo                         |
| 13 de Setembro | Beja                                      |

## Edicao 2014
Comecou a 17 de junho na Figueira da Foz  e acabou a 18 de setembro em São Pedro do Sul.
Contou com: Herman José, Sónia Araújo, Jorge Gabriel, Tânia Ribas de Oliveira, José Carlos Malato, Serenella Andrade, Marta Leite de Castro, Isabel Angelino, Joana Teles, Tiago Goes Ferreira, Catarina Camacho, Sergio Oliveira, entre outros.
| Data           | Localidade                       |
| -------------- | -------------------------------- |
| 17 de Junho    | Figueira da Foz                  |
| 18 de Junho    | Borba                            |
| 19 de Junho    | Alcobaça                         |
| 20 de Junho    | Armação de Pêra                  |
| 23 de Junho    | Paços de Ferreira                |
| 24 de Junho    | Mangualde                        |
| 25 de Junho    | S. João da Pesqueira             |
| 27 de Junho    | Batalha                          |
| 30 de Junho    | Bombarral                        |
| 1 de Julho     | Santarém                         |
| 2 de Julho     | Queluz                           |
| 3 de Julho     | Luso                             |
| 4 de Julho     | Águeda                           |
| 7 de Julho     | Figueira de Castelo Rodrigo      |
| 8 de Julho     | Ponte de Sôr                     |
| 9 de Julho     | Anadia                           |
| 10 de Julho    | Óbidos                           |
| 11 de Julho    | Lousã                            |
| 14 de Julho    | Peniche                          |
| 15 de Julho    | Monforte                         |
| 16 de Julho    | Condeixa                         |
| 17 de Julho    | Foz do Arelho                    |
| 18 de Julho    | Ponte de Lima                    |
| 21 de Julho    | Sines                            |
| 22 de Julho    | Relva                            |
| 23 de Julho    | Covilhã                          |
| 24 de Julho    | Gouveia                          |
| 25 de Julho    | Mira                             |
| 28 de Julho    | Vila de Rei                      |
| 29 de Julho    | Oliveira do Hospital             |
| 30 de Julho    | Caminha (só de manha)            |
| 31 de Julho    | Lousada (só de manha)            |
| 1 de Agosto    | Gondomar (só de manha)           |
| 2 de Agosto    | Viana do Castelo (só de manha)   |
| 3 de Agosto    | Boticas (só de manha)            |
| 4 de Agosto    | Alvarenga (só de manha)          |
| 5 de Agosto    | Oliveira do Bairro (só de manha) |
| 6 de Agosto    | Praia da Vitória/Ilha Terceira   |
| 7 de Agosto    | Belmonte (só de manha)           |
| 8 de Agosto    | Sabugal (só de manha)            |
| 9 de Agosto    | Oleiros (só de manha)            |
| 10 de Agosto   | Burinhosa (só de manha)          |
| 11 de Agosto   | Campo Maior                      |
| 12 de Agosto   | Reguengos de Monsaraz            |
| 13 de Agosto   | Coruche                          |
| 14 de Agosto   | Arruda dos Vinhos                |
| 15 de Agosto   | Lagoa                            |
| 18 de Agosto   | Santa Cruz/Torres Vedras         |
| 19 de Agosto   | Guarda                           |
| 20 de Agosto   | Montemor-o-Novo                  |
| 21 de Agosto   | Baião                            |
| 22 de Agosto   | Rio Maior                        |
| 25 de Agosto   | Vouzela                          |
| 26 de Agosto   | Abrantes                         |
| 27 de Agosto   | Viseu                            |
| 28 de Agosto   | Beja                             |
| 29 de Agosto   | Carrazeda de Ansiães             |
| 1 de Setembro  | Funchal                          |
| 2 de Setembro  | Paredes                          |
| 3 de Setembro  | Castelo de Vide                  |
| 4 de Setembro  | Póvoa de Varzim                  |
| 5 de Setembro  | Praia da Salema                  |
| 8 de Setembro  | Melgaço                          |
| 9 de Setembro  | Cadaval                          |
| 10 de Setembro | Vila Real                        |
| 11 de Setembro | Mértola                          |
| 12 de Setembro | Mora                             |
| 15 de Setembro | Almodôvar                        |
| 16 de Setembro | Tondela                          |
| 17 de Setembro | Tomar                            |
| 18 de Setembro | São Pedro do Sul                 |

## Edição 2015
Esta edição foi pensada para percorrer os castelos, fortalezas e muralhas de Portugal de lés a lés, sem esquecer, evidentemente os arquipélagos.
Começou a 6 de Julho, no Baixo Alentejo, em Beja e acabou a 12 de setembro na cidade da Guarda.
| Data           | Localidade                                 | Apresentadores                                                 |
| -------------- | ------------------------------------------ | -------------------------------------------------------------- |
| 6 de Julho     | Beja                                       | Jorge Gabriel, Joana Teles e Tiago Góes Ferreira               |
| 7 de Julho     | Figueira de Castelo Rodrigo                | Sónia Araújo, Hélder Reis e Catarina Camacho                   |
| 8 de Julho     | Ponte de Sôr                               | Jorge Gabriel, Joana Teles e Tiago Góes Ferreira               |
| 9 de Julho     | Castelo de Paiva                           | Sónia Araújo, Hélder Reis e Catarina Camacho                   |
| 10 de Julho    | Arraiolos                                  | Jorge Gabriel, Joana Teles e Tiago Góes Ferreira               |
| 11 de Julho    | São Pedro do Sul                           | Sónia Araújo, Hélder Reis e Catarina Camacho                   |
| 13 de Julho    | Lousã                                      | Joana Teles, José Carlos Malato e Serenella Andrade            |
| 14 de Julho    | Reguengos de Monsaraz                      | Jorge Gabriel, Sónia Araújo e Hélder Reis                      |
| 15 de Julho    | Elvas                                      | Joana Teles, José Carlos Malato e Serenella Andrade            |
| 16 de Julho    | Cinfães                                    | Jorge Gabriel, Sónia Araújo e Hélder Reis                      |
| 17 de Julho    | Mafra                                      | Joana Teles, José Carlos Malato e Serenella Andrade            |
| 18 de Julho    | Alvoco das Várzeas                         | Jorge Gabriel, Sónia Araújo e Hélder Reis                      |
| 20 de Julho    | Setúbal                                    | Isabel Angelino, José Carlos Malato e Serenella Andrade        |
| 21 de Julho    | Anadia                                     | Jorge Gabriel, Sónia Araújo e Tiago Góes Ferreira              |
| 22 de Julho    | Avis                                       | Isabel Angelino, José Carlos Malato e Serenella Andrade        |
| 23 de Julho    | Lousada                                    | Jorge Gabriel, Sónia Araújo e Tiago Góes Ferreira              |
| 24 de Julho    | Mértola                                    | Isabel Angelino, José Carlos Malato e Serenella Andrade        |
| 25 de Julho    | Póvoa de Lanhoso                           | Jorge Gabriel, Sónia Araújo e Tiago Góes Ferreira              |
| 27 de Julho    | Vila de Rei                                | Sónia Araújo, Jorge Gabriel e Serenella Andrade                |
| 28 de Julho    | Penela (só de manhã)                       | Sónia Araújo, Jorge Gabriel e Serenella Andrade                |
| 29 de Julho    | Viseu                                      | Catarina Camacho, Mário Augusto e Tiago Góes Ferreira          |
| 30 de Julho    | Bragança                                   | Jorge Gabriel, Sónia Araújo e Tiago Góes Ferreira              |
| 31 de Julho    | Montalegre                                 | Catarina Camacho, Mário Augusto e Tiago Góes Ferreira          |
| 1 de Agosto    | Fafe                                       | Catarina Camacho, Mário Augusto e Tiago Góes Ferreira          |
| 2 de Agosto    | Mondim de Basto                            | Catarina Camacho, Mário Augusto e Tiago Góes Ferreira          |
| 3 de Agosto    | Viana do Castelo                           | Catarina Camacho, Mário Augusto e Tiago Góes Ferreira          |
| 4 de Agosto    | Oliveira de Azeméis                        | Catarina Camacho, Mário Augusto e Tiago Góes Ferreira          |
| 5 de Agosto    | Idanha-a-Nova                              | Isabel Angelino, José Carlos Malato e Serenella Andrade        |
| 6 de Agosto    | Torre (Serra da Estrela)                   | Catarina Camacho, Mário Augusto e Tiago Góes Ferreira          |
| 7 de Agosto    | Castelo Branco                             | Catarina Camacho, Mário Augusto e Tiago Góes Ferreira          |
| 8 de Agosto    | Leiria                                     | Catarina Camacho, Mário Augusto e Tiago Góes Ferreira          |
| 9 de Agosto    | Lisboa                                     | Catarina Camacho, Mário Augusto e Tiago Góes Ferreira          |
| 10 de Agosto   | Silves                                     | José Pedro Vasconcelos, Vanessa Oliveira e Sérgio Oliveira     |
| 11 de Agosto   | Belmonte                                   | Hélder Reis, Joana Teles e Tiago Góes Ferreira                 |
| 12 de Agosto   | Sintra                                     | José Pedro Vasconcelos, Vanessa Oliveira e Sérgio Oliveira     |
| 13 de Agosto   | Trancoso (só de tarde)                     | Joana Teles, Hélder Reis e Catarina Camacho                    |
| 14 de Agosto   | Alcácer do Sal                             | José Pedro Vasconcelos, Vanessa Oliveira e Sérgio Oliveira     |
| 15 de Agosto   | Melgaço                                    | Joana Teles, Hélder Reis e Catarina Camacho                    |
| 17 de Agosto   | Sobral de Monte Agraço                     | José Pedro Vasconcelos, Vanessa Oliveira e Tiago Góes Ferreira |
| 18 de Agosto   | Murça                                      | Joana Teles, Hélder Reis e Catarina Camacho                    |
| 19 de Agosto   | Ferreira do Alentejo                       | José Pedro Vasconcelos, Vanessa Oliveira e Tiago Góes Ferreira |
| 20 de Agosto   | Baião                                      | Joana Teles, Hélder Reis e Catarina Camacho                    |
| 21 de Agosto   | Lagoa                                      | José Pedro Vasconcelos, Vanessa Oliveira e Tiago Góes Ferreira |
| 22 de Agosto   | Campo Maior                                | Joana Teles, Hélder Reis e Catarina Camacho                    |
| 24 de Agosto   | Sagres                                     | José Pedro Vasconcelos, Vanessa Oliveira e Tiago Góes Ferreira |
| 25 de Agosto   | Arcos de Valdevez                          | Joana Teles, Hélder Reis e Catarina Camacho                    |
| 26 de Agosto   | Tomar                                      | José Pedro Vasconcelos, Vanessa Oliveira e Tiago Góes Ferreira |
| 27 de Agosto   | Lamego                                     | Joana Teles, Hélder Reis e Catarina Camacho                    |
| 28 de Agosto   | Abrantes                                   | José Pedro Vasconcelos, Vanessa Oliveira e Tiago Góes Ferreira |
| 29 de Agosto   | Almeida                                    | Joana Teles, Hélder Reis e Catarina Camacho                    |
| 31 de Agosto   | Vila Real                                  | Joana Teles, Hélder Reis e Catarina Camacho                    |
| 1 de Setembro  | Penedono                                   | Joana Teles, Hélder Reis e Catarina Camacho                    |
| 2 de Setembro  | Palmela                                    | Isabel Angelino, Herman José e Sérgio Oliveira                 |
| 3 de Setembro  | Madeira                                    | Jorge Gabriel, Licínia Macedo e Sofia Relva                    |
| 4 de Setembro  | Castelo de Vide                            | Isabel Angelino, David Dias e Sérgio Oliveira                  |
| 5 de Setembro  | São João da Pesqueira                      | Joana Teles, Hélder Reis e Catarina Camacho                    |
| 7 de Setembro  | Alpiarça                                   | Isabel Angelino, Herman José e Sérgio Oliveira                 |
| 8 de Setembro  | Ourém                                      | Joana Teles, Hélder Reis e Catarina Camacho                    |
| 9 de Setembro  | Almodôvar                                  | Isabel Angelino, Mário Augusto e Sérgio Oliveira               |
| 10 de Setembro | Açores - Ilha de São Miguel/ Ponta Delgada | Hélder Reis, Catarina Camacho e Tatiana Ourique                |
| 11 de Setembro | Óbidos                                     | Isabel Angelino, Mário Augusto e Sérgio Oliveira               |
| 12 de Setembro | Guarda                                     | Joana Teles, Hélder Reis e Catarina Camacho                    |